# غاري ودلاند
غاري ودلاند (بالإنجليزية: Gary Woodland)‏ هو لاعب غولف أمريكي، ولد في 21 مايو 1984 في توبيكا في الولايات المتحدة.

## وصلات خارجية
- غاري ودلاند على موقع رابطة لاعبي الغولف المحترفين (الإنجليزية)
- غاري ودلاند على موقع التصنيف العالمي الرسمي للغولف (الإنجليزية)